# رالف ريتشاردسون (سياسي نيوزلندي)
رالف ريتشاردسون (بالإنجليزية: Ralph Richardson)‏ هو سياسي نيوزلندي، ولد في 1848، وتوفي في 1895. انتخب عضو مجلس النواب النيوزيلندي.